# Absalon
Absalon (talvolta italianizzato in Assalonne; Selandia, 1128 – Sorø, 21 marzo 1201) è stato un arcivescovo cattolico e politico danese.
Nato nella potente famiglia dei Hvide e figlio di Asser Rig (Asser il Ricco) di Fjenneslev, in Selandia, Absalon fu cresciuto nel castello familiare insieme a suo fratello maggiore Esbjørn (Esbern) e al giovane principe Valdemaro, che sarebbe più tardi divenuto re Valdemaro I di Danimarca.
Dopo l'incoronazione di Valdemaro, servì come vescovo di Roskilde dal 1158 al 1192 e come arcivescovo di Lund dal 1178 alla sua morte. Fu il più importante politico e padre della Chiesa della Danimarca della seconda metà del XII secolo, e fu il più stretto consigliere del re Valdemaro I. Fu inoltre una figura chiave nelle politiche danesi di espansionsimo territoriale nel Mar Baltico, di europeizzazione in rapporto con la Santa Sede, e di riforma della relazione tra la Chiesa e il popolo. Combinò gli ideali della riforma gregoriana con un sostegno leale di un forte potere monarchico.
Absalon possedeva grandi appezzamenti di terra. Concesse numerose istituzioni ecclesiastiche, una su tutte l'abbazia di Sorø della sua famiglia. La corona gli diede delle terre, ed egli eresse le prime fortificazioni della città che sarebbe diventata l'attuale Copenaghen. I suoi titoli furono tramandati ai suoi nipoti Anders Sunesen e Peder Sunesen. Morì nel 1201 e fu interrato nell'abbazia di Sorø.

## Biografia
Absalon nacque intorno al 1128 in Selandia. Per via del suo nome, insolito in Danimarca, si è ipotizzato che potesse essere stato battezzato nell'onomastico danese di "Absalon" (Assalonne), il 30 ottobre. Era il figlio di Asser Rig, esponente di spicco del clan Hvide di Fjenneslev in Selandia, e Inger Eriksdotter. Era anche imparentato con Eskil arcivescovo di Lund. Crebbe nel castello di suo padre, insieme al suo fratello maggiore Esbern Snare e il giovane principe Valdemaro che sarebbe diventato re Valdemaro I di Danimarca. Durante la guerra civile successiva alla morte di Eric III di Danimarca nel 1146, Absalon viaggiò fino a Parigi per studiare teologia, mentre Esbern combatté per l'ascesa al trono di Valdemaro. Influenzato a Parigi dagli ideali della Riforma gregoriana sull'indipendenza ecclesiastica dal dominio monarchico, conobbe e diventò amico del canonico Guglielmo di Æbelholt all'abbazia di Sainte-Geneviève, il quale avrebbe fatto abate dell'abbazia di Eskilsø.
Absalon apparve per la prima volta nelle coeve cronache Gesta Danorum, redatte da Sassone Grammatico alla fine della guerra civile, in occasione delle trattative per l'accordo di pace tra Sweyn III e Valdemaro al priorato di Sant'Albano a Odense. Fu poi ospite al seguente banchetto a Roskilde organizzato nel 1157 da Sweyn per i suoi rivali Canuto V e Valdemaro. In quest'occasione, sia Absalon sia Valdemaro riuscirono a sfuggire all'assassinio da parte di Sweyn III, e scapparono nello Jutland, ove Sweyn li inseguì. Absalon probabilmente non prese parte nella successiva battaglia della brughiera di Grathe nel 1157, dove Sweyn fu sconfitto e ucciso, la quale portò all'ascesa di Valdemaro al trono danese. Nel Venerdì santo del 1158, il vescovo Asser di Roskilde morì, così Absalon prese la carica di vescovo di Roskilde grazie all'aiuto di Valdemaro, come ricompensa per il sostegno della famiglia Hvide.
In qualità di vescovo di Roskilde, Absalon divenne quindi il principale consigliere di Valdemaro. Fu il principale promotore delle crociate danesi contro i Venedi. Durante la guerra civile danese, la Danimarca era stata esposta alle incursioni costiere dei Venedi. L'intenzione di Absalon era quella di liberare il Mar Baltico dai pirati venedi che abitavano la zona litorale meridionale, poi chiamata Pomerania. I pirati avevano fatto incursioni sulle coste danesi durante la guerra civile di Sweyn III, Canuto V e Valdemaro, al punto che, al momento dell'ascesa al trono di Valdemaro, un terzo del territorio danese risultava devastata e spopolato. Absalon formò una flotta di protezione, costruì difese costiere e condusse diverse campagne contro i Venedi. Sostenne persino il perdono dei precedenti nemici di Valdemaro, che contribuì a stabilizzare la Danimarca all'interno.

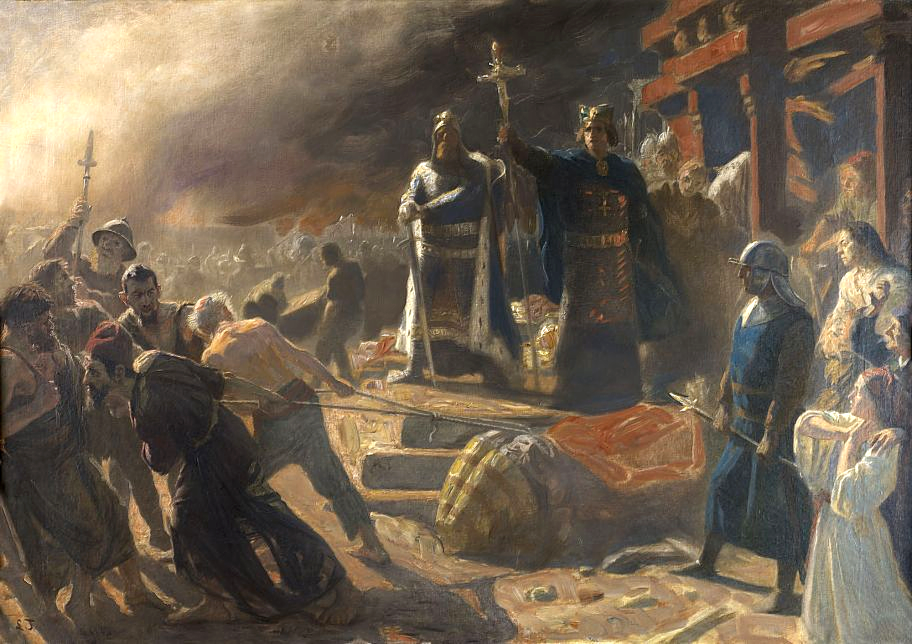
Il vescovo Absalon abbatte il dio Svetovit ad Arkona, nella raffigurazione di Laurits Tuxen

La prima spedizione contro i Venedi, condotta da Absalon in prima persona, è datata 1160. Tuttavia fu solamente nel 1168 che la loro principale roccaforte, situata a Capo Arkona nell'isola di Rügen e che ospitava il tempio del loro dio Svetovit, si arrese. I Venedi accettarono il dominio dei danesi e allo stesso tempo di convertirsi alla religione Cristiana. Partendo da Arkona Absalon procedette via mare verso Garz nella parte meridionale di Rügen dove era situata la capitale politica e l'ultimo bastione della resistenza dei Venedi. La caduta di Arkona tuttavia aveva così sconvolto e demoralizzato i difensori che si arresero senza condizioni quando videro apparire le navi danesi.
Absalon, accompagnato solamente da Sweyn, vescovo di Århus e da dodici guerrieri, una volta sbarcato, passò attraverso una doppia fila di 6000 guerrieri Venedi, per entrare nella fortezza e raggiungere il tempio del dio a sette facce Rugiewit. L'idolo fu abbattuto e bruciato e l'intera popolazione di Garz venne battezzata. Absalon pose le fondamenta di ben dodici chiese sull'isola.

La fine della minaccia dei pirati Venedi consentì ad Absalon di ridurre considerevolmente la flotta danese. Egli continuò successivamente a tenere sotto controllo la zona del Baltico e nel 1170 distrusse un altro insediamento di pirati, ancora più ad est, a Dievenow sull'isola di Wolin.

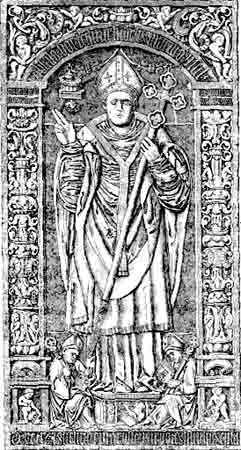
Tomba di Absalon nel monastero di Sorø

L'ultima impresa militare di Absalon fu nel 1184 la distruzione nelle vicinanze dell'attuale Stralsund di una flotta pomerana che aveva attaccato Jaromir di Rügen, un vassallo del re danese. All'età di 57 anni lascia quindi il comando dell'esercito a uomini più giovani tra i quali il Duca Valdemaro (futuro Re Valdemaro II) per dedicarsi all'amministrazione dell'impero che aveva in larga misura contribuito a creare.
A livello politico Absalon dimostrò comunque le sue grandi capacità. Il suo obiettivo primario fu quello di liberare la Danimarca dall'influenza della Germania. Fu contro il suo consiglio che Valdemaro I giurò fedeltà e obbedienza a Federico Barbarossa a Dole del 1162; successivamente, quando Canuto VI ascese al trono nel 1182 cacciò l'ambasciatore imperiale, arrivato a Roskilde per ricevere l'omaggio dal nuovo Re, chiarendo che il sovrano danese non doveva a nessuno obbedienza.
Anche dal punto di vista della sua funzione religiosa Absalon rese grandi servigi al suo paese costruendo chiese e monasteri, dando aiuto a ordini religiosi quali i Cistercensi e gli Agostiniani, fondando scuole e in generale facendo il possibile per promuovere la civilizzazione. Fu lui che tenne il primo sinodo danese a Lund nel 1167. Nel 1178 fu nominato arcivescovo di Lund. Absalon non aveva intenzione di ricoprire tale carica e fu solamente la minaccia di scomunica che lo indusse ad accettare il pallio. Morì nel 1201 nel monastero di Sorø.

## Giudizio storiografico
Absalon rappresenta una delle figure più interessanti e pittoresche del Medioevo anche per il suo essere allo stesso tempo uomo di chiesa, di stato e guerriero. Nonostante fosse particolarmente attratto e dotato nell'arte della guerra non abbandonò mai i suoi obblighi ecclesiastici al contrario degli altri vescovi guerrieri del Medioevo la cui sola concessione al loro ruolo sacro era quella di usare una mazza al posto della spada in battaglia per non spargere il sangue. Le sue azioni avevano sempre la natura di crociate per convertire gli infedeli.